# Evangelische Kirche Damshausen

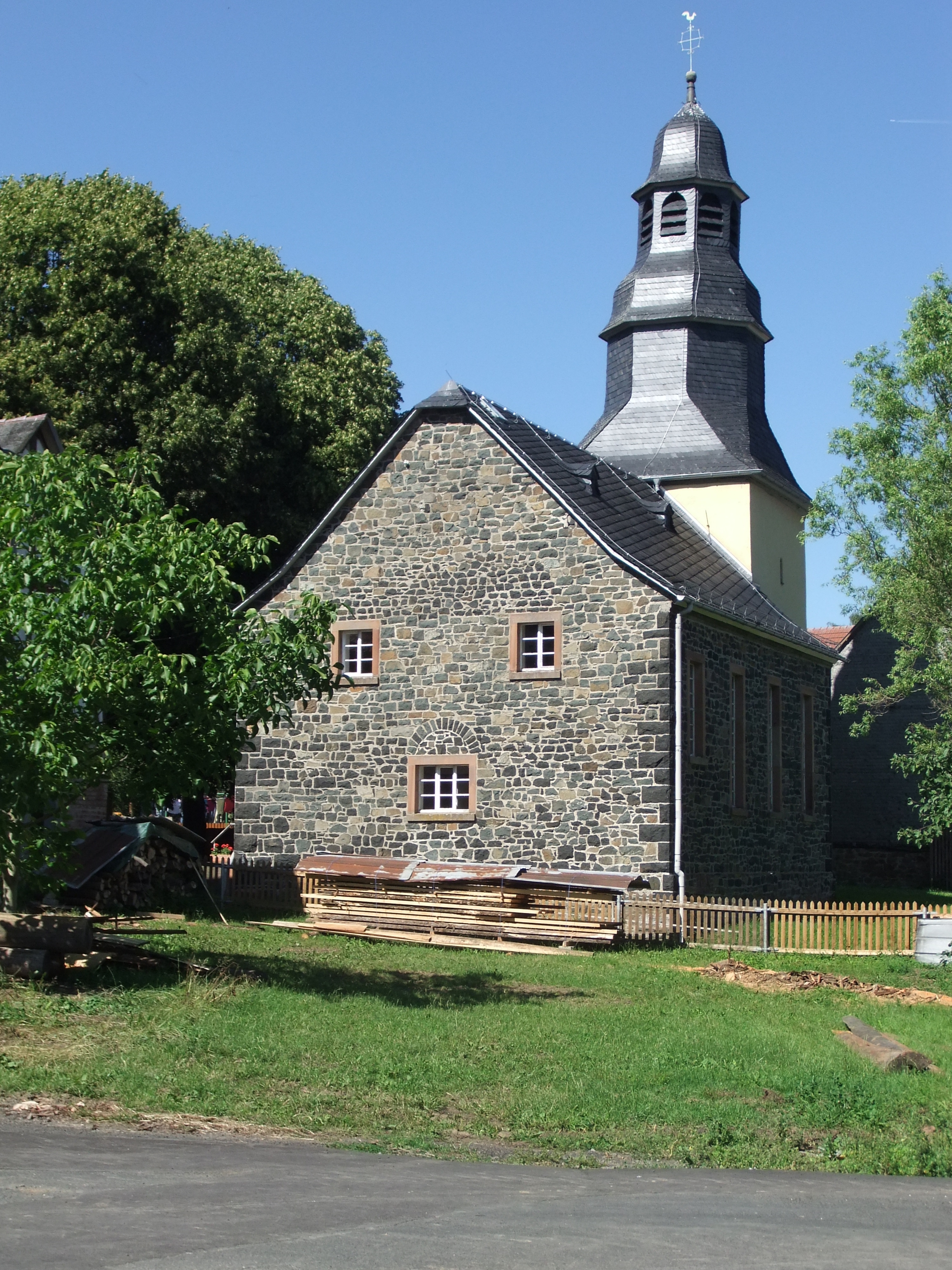
Evangelische Kirche

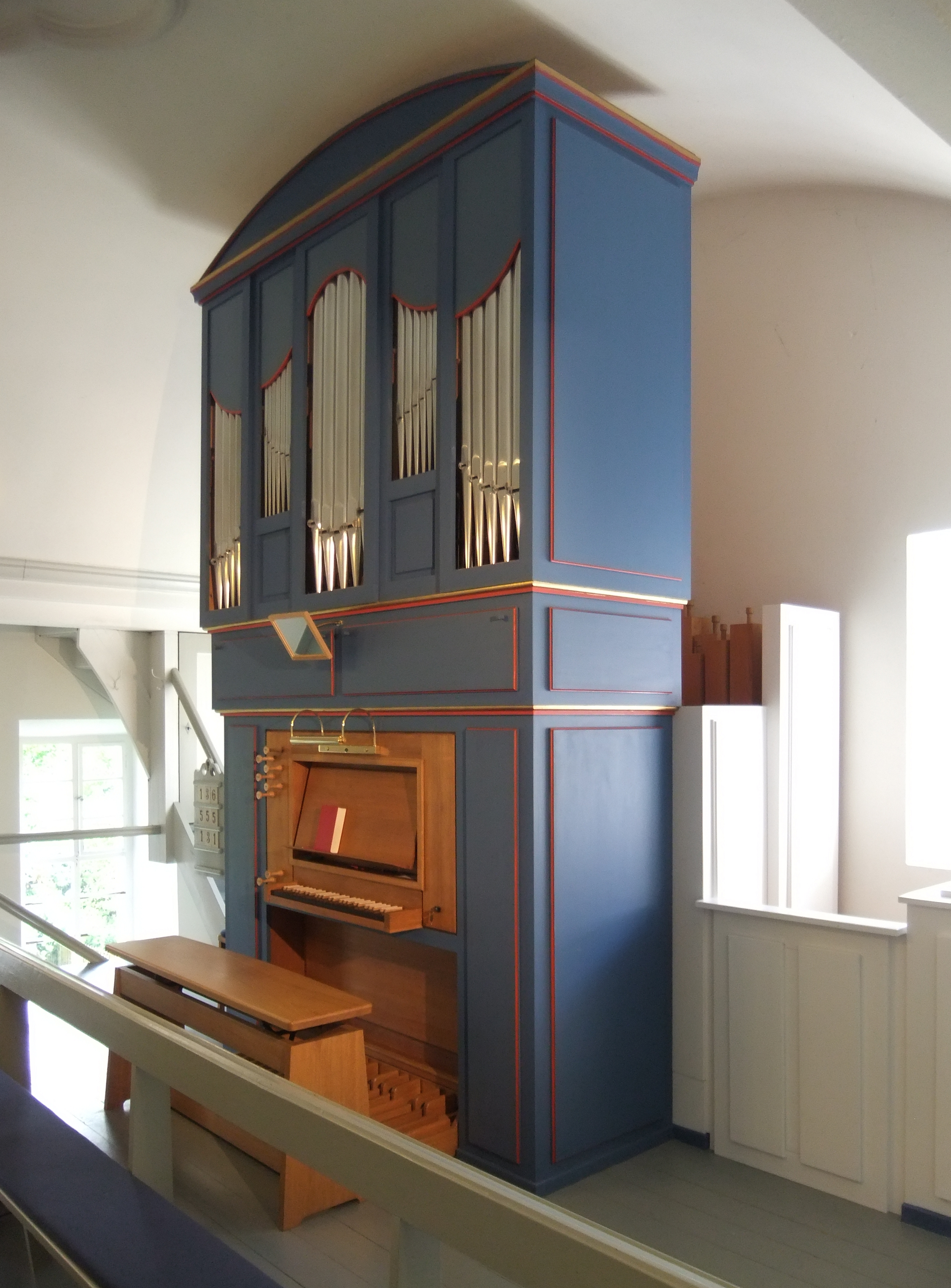
Orgel

Die Evangelische Kirche Damshausen ist ein denkmalgeschütztes Kirchengebäude in Damshausen im Hessischen Hinterland. Sie gehört zum Kirchspiel Friedensdorf im Dekanat Biedenkopf-Gladenbach in der Propstei Nord-Nassau der Evangelischen Kirche in Hessen und Nassau.
Der Chorturm wurde wohl schon im 13. Jahrhundert errichtet, er ist mit einem barocken Haubenhelm bekrönt. Das Schiff wurde 1930/31 durch den damaligen Kirchenbaumeister der Evangelischen Landeskirche in Nassau, Ludwig Hofmann (1862–1933), erneuert. Die Orgel (sieben Register, ein Manual und Pedal) wurde 1999 von dem Frankenberger Orgelbaumeister Christoph Böttner gebaut.